# Sparsholt (Hampshire)
Sparsholt is een civil parish in het bestuurlijke gebied Winchester, in het Engelse graafschap Hampshire met 982 inwoners.